# أشتاتا أشتوت (فلم)
أشتاتاً أشتوت فيلم مصري من إنتاج عام 2004 من تاليف محسن الجلاد وإخراج عمر عبد العزيز. وتاريخ عرضه يوافق عشية عيد الفطر في مصر 1425 هـ.

## ملخص الاحداث
تدور أحداث هذا الفيلم في إطار كوميدي اجتماعي حيث "شلتوت" الشاب المكافح الذي يعمل بإحدى القرى السياحية، والذي يقع في غرام ابنة صاحب القرية التي يعمل بها فيسعى للزواج منها، ولكن والدها يواجه مساعيه بالرفض نظراً للفروق المادية والاجتماعية بينهما. تصل إليه النجدة من مشكلاته من عالم الجان، ولكن حظه العثر يضيف لمتاعبه الدنيوية، أخرى «عفاريتية»!!.

## بطولة
- مدحت صالح (شلتوت)
- علا غانم (مرمر)
- دنيا عبد العزيز (فريدة)
- أحمد هارون (أشتاتا)
- وحيد سيف (متولي)
- تامر سمير
- محمد كريم
- ميمي جمال
- لطفي لبيب

## روابط خارجية
- مقالات تستعمل روابط فنية بلا صلة مع ويكي بيانات